# Udarne, Bobrîneț
Udarne (în ucraineană Ударне) este un sat în comuna Veselivka din raionul Bobrîneț, regiunea Kirovohrad, Ucraina.

## Demografie
Componența lingvistică a localității Udarne
     Ucraineană (100%)
Conform recensământului din 2001, toată populația localității Udarne era vorbitoare de ucraineană (100%).